# Pengjie (köpinghuvudort i Kina, Zhejiang Sheng, lat 28,56, long 121,48)
Pengjie (kinesiska: 蓬街, 蓬街镇) är en köpinghuvudort i Kina. Den ligger i provinsen Zhejiang, i den östra delen av landet, omkring 230 kilometer sydost om provinshuvudstaden Hangzhou. Antalet invånare är 81 342. Befolkningen består av 38 034 kvinnor och 43 308 män. Barn under 15 år utgör 14,0 %, vuxna 15-64 år 76 %, och äldre över 65 år 9,0 %.
Närmaste större samhälle är Taizhou, 12,8 km norr om Pengjie. Trakten runt Pengjie består till största delen av jordbruksmark.
Genomsnittlig årsnederbörd är 2 085 millimeter. Den regnigaste månaden är augusti, med i genomsnitt 350 mm nederbörd, och den torraste är januari, med 67 mm nederbörd.